# Gehyra nana
Gehyra nana (північна плямиста скельна дтелла) — вид геконоподібних ящірок родини геконових (Gekkonidae). Ендемік Австралії.

## Поширення і екологія
Північні плямисті скельні дтелли мешкають в регіоні Кімберлі у Західній Австралії та на півночі Північної Території. Вони живуть в кам'янистих місцевостях, серед валунів і скель.